# Ewa Stenberg
Ewa Stenberg är säkerhetspolitisk reporter på Dagens Nyheter. Hon var tidningens politiska kommentator 2013-2023 och har arbetat på tidningen sedan 1987, som arbetsmarknadsreporter, politisk reporter och med undersökande journalistik. Innan hon kom till DN arbetade hon som reporter på Svenska Dagbladet och LO-tidningen.
Ewa Stenberg har examen från Journalisthögskolan i Stockholm. Hon har också studerat nationalekonomi och juridik på Stockholms universitet. 
1997 tilldelades hon Grävande Journalisters pris Guldspaden tillsammans med Gunnar Örn för en granskning av spelet bakom den svenska kronans fall "Kronan hade inte skuggan av en chans".